# Pe insulă
„Pe insulă” (în ucraineană На острові, transliterat: Na ostrovi) este o nuvelă a scriitorului ucrainean Mîhailo Koțiubînskîi, scrisă în 1912 și publicată în anul următor.

## Rezumat
Evenimentele din roman sunt transmise prin ochii unui vizitator al insulei venit în vacanță. Acesta își exprimă în minte propriile impresii: despre mișcarea oamenilor pe străzi, despre clopotele ceasului de pe turn etc. Atenția îi este atrasă de Monte Solaro, învăluit în ceață cenușie.
Un loc aparte în gândurile sale este ocupat de mare și de bătrânul pescar Giuseppe. Giuseppe cântă mereu, bucurându-se de viață și tocmai asta îi place naratorului.
Mai departe, protagonistul întâlnește o frumoasă femeie necunoscută și o admiră din priviri.
Mai presus de toate, naratorul este impresionat de o agavă, floare care „înflorește pentru a muri și moare pentru a înflori”.

## Istorie
În 1911, Koțiubînskîi se afla pe insula italiană Capri la invitația lui Maxim Gorki. Într-o corespondență personală, el i-a mărturisit colegului său de breaslă Mîhailo Mohîleanskîi⁠(d): „... Mă gândesc să încerc să scriu ceva despre Capri – lucruri mărunte, impresii, imagini, soarele, marea, natura și un pic despre un om care iubește toate astea”.
După întoarcerea la Cernihiv, Koțiubînskîi i-a scris lui Gorki: „Am început deja să lucrez. Am scris două povești și vreau să-mi organizez impresiile din Capri.”
Nuvela a fost publicată pentru prima dată în „Buletinul literar-științific” în 1913.

## Critică
Potrivit criticului ucrainean Serhii Iefremov⁠(d), Koțiubînskîi a scris „în sfârșit acele lucrări care l-au încununat drept maestru desăvârșit al cuvântului”, referindu-se inclusiv la „Pe insulă”.
Conform unui articol din revista „Slovo i ceas” («Слово і Час» – din ucraineană „Cuvântul și timpul”), „... în povestirea «Pe insulă»... Koțiubînskîi transmite cu măiestrie întregul spectru al impresiilor în aer liber ale eroului”.
Într-un articol publicat în colecția de lucrări științifice a Universității Naționale Pedagogice din Harkiv, se observă că „În nuvela sa «Pe insulă», M. Koțiubînskîi, cu strălucire artistică și precizie psihologică, cu ritmuri semantice textuale și subtextuale, înfățișează conștiința, impulsurile și funcționalitățile ei complexe, fluxul ei continuu”.